# Стерлінг Тауншип (округ Вейн, Пенсільванія)
Стерлінг Тауншип (англ. Sterling Township) — селище (англ. township) в США, в окрузі Вейн штату Пенсільванія. Населення — 1482 особи (2020).

## Демографія
Згідно з переписом 2010 року, у селищі мешкало 1450 осіб у 570 домогосподарствах у складі 431 родини. Було 734 помешкання
Расовий склад населення:
| - 95,9 % — білих - 2,2 % — чорних або афроамериканців - 0,3 % — азіатів - 0,1 % — корінних американців |

До двох чи більше рас належало 0,8 %. Частка іспаномовних становила 2,7 % від усіх жителів.
За віковим діапазоном населення розподілялося таким чином: 19,7 % — особи молодші 18 років, 62,6 % — особи у віці 18—64 років, 17,7 % — особи у віці 65 років та старші. Медіана віку мешканця становила 45,4 року. На 100 осіб жіночої статі у селищі припадало 104,2 чоловіків;  на 100 жінок у віці від 18 років та старших — 102,8 чоловіків також старших 18 років.
Середній дохід на одне домашнє господарство  становив 100 629 доларів США (медіана — 72 083), а середній дохід на одну сім'ю — 102 026 доларів (медіана — 74 583). За межею бідності перебувало 9,8 % осіб, у тому числі 17,2 % дітей у віці до 18 років та 4,6 % осіб у віці 65 років та старших.
Цивільне працевлаштоване населення становило 795 осіб. Основні галузі зайнятості: роздрібна торгівля — 17,4 %, будівництво — 15,3 %, виробництво — 11,8 %, освіта, охорона здоров'я та соціальна допомога — 9,2 %.